# Le Creuset
Le Creuset is een Frans-Belgische fabrikant van keukengerei, vooral bekend van hun kleurrijke braadpannen in geëmailleerd gietijzer.

## Geschiedenis
Het bedrijf gaat terug op een samenwerking tussen de Belgische industriëlen Armand Desaegher en Octave Aubecq. Desaegher was een gietijzerfabrikant en Aubecq, bouwheer van het Hôtel Aubecq, was een producent van emailwaren (Émailleries et tôleries réunies). Op een beurs in Brussel in 1924 beslisten ze geëmailleerde cocottes te gaan produceren. Na een bevredigend prototype vestigden ze de fabriek om logistieke redenen in het Noord-Franse Fresnoy-le-Grand, een transportknooppunt voor ijzer, cokes en zand. Behalve kookpotten fabriceerden ze er ook fornuizen, radiatoren en crucifixen.

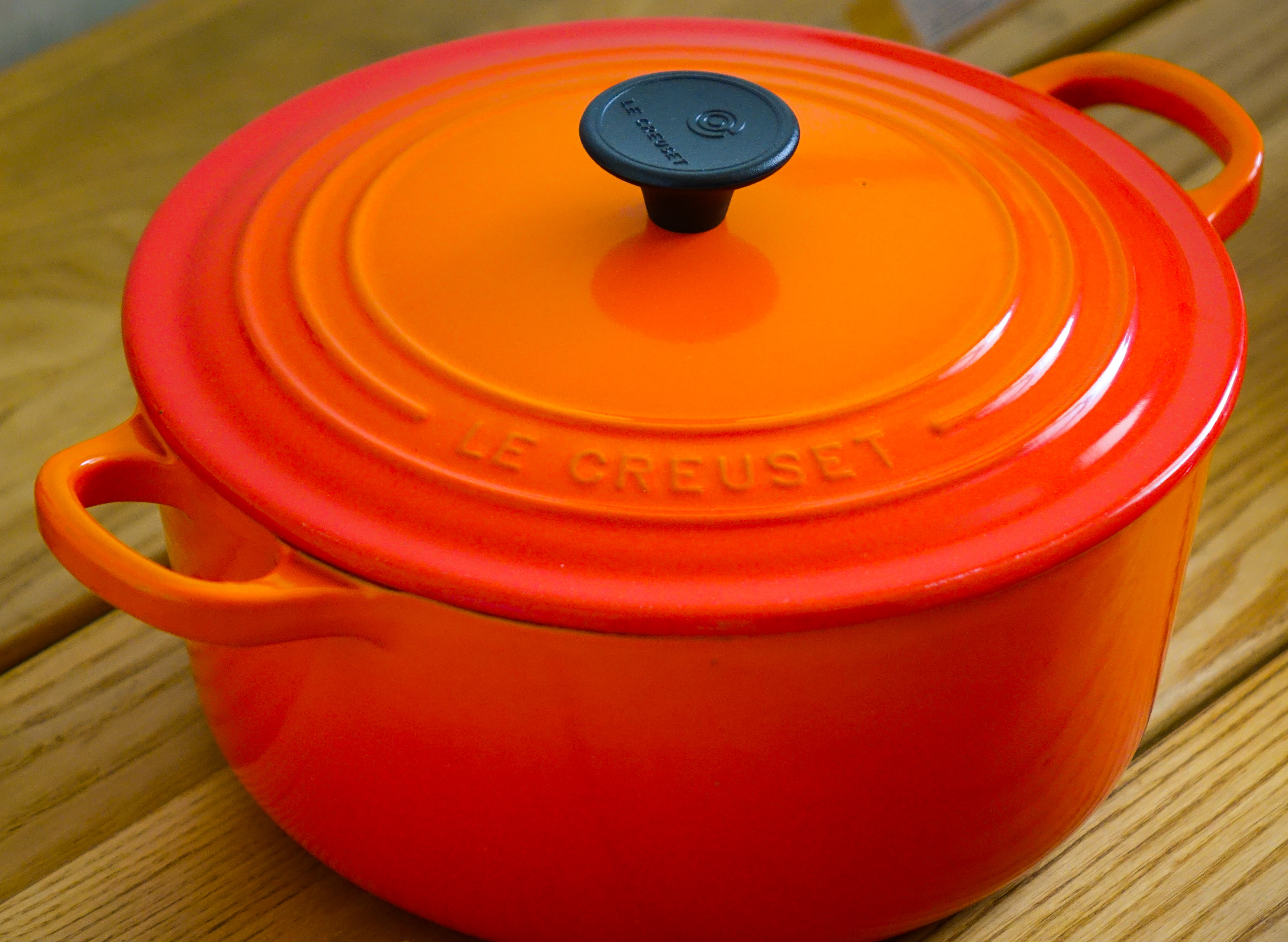
De klassieke oranjerode cocotte

De emaillering voorzag de klassieke braadpan van een antikleeflaag die ook makkelijk schoon te maken was. Het eerste model had een oranjerode, "vulkanische" kleur, die bijdroeg aan het succes ervan. Het tweede product introduceerde in 1932 een innovatieve kookmethode: door ruimte te voorzien voor ijsblokjes of koud water op het deksel, kon de condensatie in de pan worden verhoogd om met name wildbraad malser te maken.
In het vooruitzicht van de Tweede Wereldoorlog werd de fabriek in 1939 opgeëist om granaten te maken. Begin jaren jaren '50 legde Le Creuset zich volledig toe op keukenartikelen. In 1957 werden de gietovens van Cousances overgenomen. De kleuren en de lijn evolueerden. De Coquelle was een rechthoekig model, ontworpen door Raymond Loewy in 1958. De overname van de houtkachelfabrikant Godin in 1970 luidde een moeilijkere periode in. Een ovaal design kwam uit in 1981 en in 1987 werd overgegaan op een meer moderne look.
In 1988 werd de Zuid-Afrikaan Paul van Zuydam volledig eigenaar van Le Creuset, dat hij naar de Londense beurs bracht. De productie bleef echter in Frankrijk. In 1991 nam het bedrijf Screwpull over, een Amerikaanse producent van kurkentrekkers.

## Voetnoten
1. ↑  Al honderd jaar loodzwaar én duur, maar ook bij gen Z is de ‘kookpot van oma’ populair, De Standaard, 12 november 2024
2. ↑  Les cocottes françaises font recette, Valeurs actuelles, 7 december 2015
3. ↑  Il était une fois: la cocotte Le Creuset, Le Figaro, 12 maart 2020